# Libelloides cunii.
Libelloides cunii. är en insektsart som först beskrevs av Navás 1905.  Libelloides cunii. ingår i släktet Libelloides och familjen fjärilsländor. Inga underarter finns listade i Catalogue of Life.